# Trinidad y Tobago en los Juegos Olímpicos de Londres 1948
Trinidad y Tobago estuvo representada en los Juegos Olímpicos de Londres 1948 por un total de 5 deportistas que compitieron en 3 deportes.  
El portador de la bandera en la ceremonia de apertura fue el atleta Wilfred Tull.

## Medallistas
El equipo olímpico de Trinidad y Tobago obtuvo las siguientes medallas:
| Nombre        | Deporte      | Competición |
| ------------- | ------------ | ----------- |
| Oro           |              |             |
| —             |              |             |
| Plata         |              |             |
| Rodney Wilkes | Halterofilia | 60 kg M     |
| Bronce        |              |             |
| —             |              |             |